# مارسیه (ایلینوی)
مارسیه، ایلینوی (به انگلیسی: Marseilles, Illinois) یک شهر در ایالات متحده آمریکا با جمعیت ۵٬۰۹۴ نفر است که در ایلی‌نوی واقع شده‌است.